# Unione Costituzionale
L'Unione Costituzionale (in francese: Union constitutionnelle; in arabo: الاتحاد الدستوري; in berbero: ⵜⴰⵎⵓⵏⵜ ⵜⴰⴷⵓⵙⵜⵓⵔⴰⵏⵜ) è un partito politico marocchino di orientamento liberal-conservatore fondato nel 1983 dall'allora Primo ministro Maati Bouabid.

## Risultati
| Elezione          | Voti    | %     | Seggi    |
| ----------------- | ------- | ----- | -------- |
| Parlamentari 1993 | 769 149 | 12,36 | 54 / 333 |
| Parlamentari 1997 | 647 746 | 10,17 | 50 / 325 |
| Parlamentari 2002 | 310 939 | 5,14  | 16 / 325 |
| Parlamentari 2007 | 335 116 | 7,27  | 27 / 325 |
| Parlamentari 2011 | 275 137 | 5,80  | 23 / 395 |
| Parlamentari 2016 | 263 720 | 4,54  | 19 / 395 |